# Von Buddenbrock
von Buddenbrock är en uradlig baltisk adelsätt med ursprung från hertigdömet Geldern. Ätten har introducerats på riddarhusen i Livland, under nummer tre, och i Kurland. I Sverige naturaliserades ätten von Buddenbrock 1729, och erhöll friherrlig rang den 14 juni 1731. Ätten uteslöts den 25 februari 1765 från "säte och stämma" på riddarhuset.

## Historik
Buddenbrock omnämns 1383 och 1384.
I august 1878 grundades en familjeförening med namnet Freiherrliche v. Buddenbrock’sche Familienvereinigung, där stadgan fastslogs den 4 maj 1901. Familjeföreningen infördes i föreningsregistret i Berlin i december 1901.

## Personer med efternamnet von Buddenbrock
- Henrik Magnus von Buddenbrock
- Heinrich von Buddenbrock